# Dani California
«Dani California» — песня американской рок-группы Red Hot Chili Peppers, первый сингл с их девятого студийного альбома Stadium Arcadium. Мировая радиопремьера песни состоялась 28 апреля 2006 года в передаче Дона Йянтсена на радио KTBZ-FM. «Dani California» играла непрерывно все три часа этой программы.

## Награды
Сингл достиг 6 места в хит-параде Billboard Hot 100, став третьим синглом группы (после «Under the Bridge» и «Scar Tissue»), который попал в десятку. Кроме того, «Dani California» стала второй песней в истории, которая дебютировала под 1 номером в чарте Billboard Modern Rock, до этого такого успеха добилась только группа R.E.M. с хитом 1994 года «What’s the Frequency, Kenneth?». Также «Dani California» попала на 1 строчку в Billboard Mainstream Rock, где удерживала лидерство 12 недель подряд. Песня завоевала две премии «Грэмми», в номинациях «Лучшая рок-песня» и «Лучшее вокальное рок-исполнение (дуэтом или группой)».

## Обвинения
С «Dani California» также связано известное обвинение в плагиате, последовавшее от Tom Petty and the Heartbreakers. Утверждалось, что «Dani California» копирует аккорды и, частично, текст песни «Mary Jane’s Last Dance» 1993 года. Примечательно, что обе песни в разное время продюсировал один человек — Рик Рубин. Через некоторое время лидер группы Том Петти опроверг слухи о своём намерении подать в суд на Red Hot Chili Peppers. Музыкант также добавил, что «многие рок-н-ролльные песни звучат одинаково». К схожему выводу пришёл музыковед Чикагского университета Трэвис Джексон. Он отметил последовательность аккордов в «Mary Jane’s Last Dance» (Am, G, D, Am) и «Dani California» (Am, G, Dm, Am) и заключил, что это довольно стандартный ход в рок-музыке.

## Музыкальное видео
В видеоклипе на данную песню музыканты примерили на себя различные образы всех эпох рок-музыки. По словам Фли, в клипе группа «демонстрирует именно эры, а не конкретных людей: рокабилли, британское вторжение, психоделическая музыка, фанк, глэм, панк, готик-рок, глэм-метал, гранж и самих себя, являющихся соединением всех этих направлений». При этом можно увидеть аллюзии на Элвиса Пресли, The Beatles, Джими Хендрикса, Принса, The Misfits, Parliament-Funkadelic (периода «P-Funk Earth Tour»), Дэвида Боуи (в образе Зигги Стардаста), Sex Pistols, Twisted Sister, Mötley Crüe и Nirvana.

## Список композиций
CD single 1
| №  | Название                 | Длительность |
| -- | ------------------------ | ------------ |
| 1. | «Dani California»        | 4:44         |
| 2. | «Million Miles of Water» | 4:06         |

CD single 2
| №  | Название           | Длительность |
| -- | ------------------ | ------------ |
| 1. | «Dani California»  | 4:44         |
| 2. | «Whatever We Want» | 4:48         |
| 3. | «Lately»           | 2:55         |

7"
| №  | Название           | Длительность |
| -- | ------------------ | ------------ |
| 1. | «Dani California»  | 4:44         |
| 2. | «Whatever We Want» | 4:48         |